# United States Naval Forces Germany

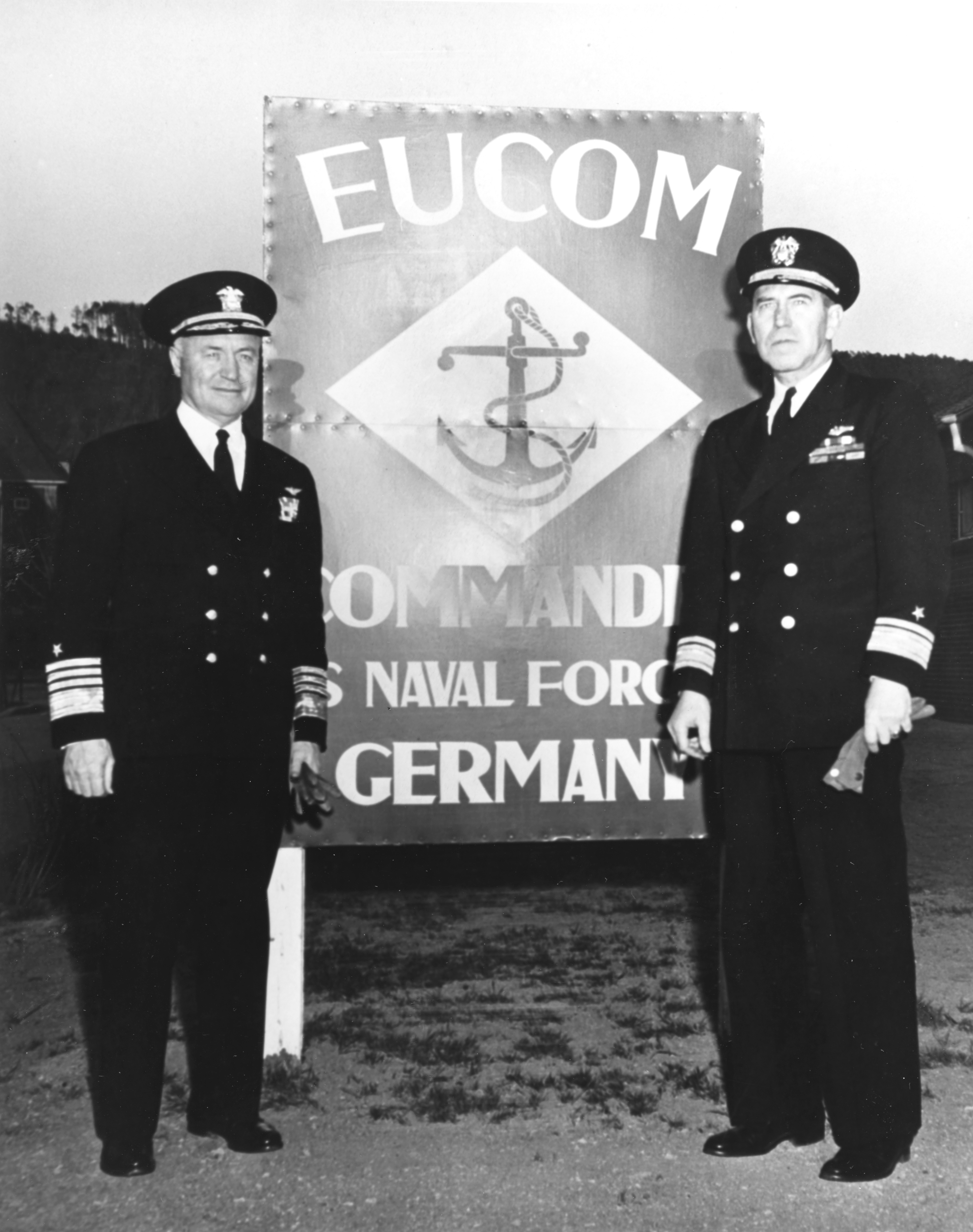
Der Chief of Naval Operations, Admiral Forrest P. Sherman und Rear Admiral John E. Wilkes, Commander, US Naval Forces Germany, vor dem Hauptquartier in Heidelberg 1950

Die United States Naval Forces Germany (NAVFORGER) waren ein Kommando der Marine der Vereinigten Staaten, das von 1944 bis 1958 bestand. Es führte die numerische Bezeichnung Task Force 104 (TF-104).

## Aufgaben
NAVFORGER war verantwortlich für alle amerikanischen Marineaktivitäten in Deutschland. Nach der Aufstellung des Kommandos ging es zunächst darum, die den USA als Kriegsbeute zugefallenen deutschen Kriegsschiffe unter Kontrolle zu nehmen und zu verwerten. Zu diesem Zweck wurde in Bremerhaven eine deutsche Marinedienstgruppe (MDG) aufgestellt.
Nachdem der ursprüngliche, rein administrative Auftrag, die Abwicklung der deutschen Kriegsmarine und der Handelsmarine in Zusammenarbeit mit den anderen Alliierten, abgeschlossen war, wurde die Marinedienstgruppe stark reduziert. Es war beabsichtigt, das Kommando NAVFORGER 1948 ganz aufzulösen. Der amerikanische Militärgouverneur General Lucius D. Clay und der seit Juli 1948 amtierende COMNAVFORGER Rear Admiral Wilkes überzeugten die Führung in Washington jedoch, einige Marinekräfte in Deutschland zu belassen.
Die nunmehr zugeteilten Sicherungs- und Aufklärungsaufgaben waren mit drei Hauptelementen, der Naval Advanced Base Bremerhaven, der Rhine River Patrol und einer in Berlin stationierten Aufklärungsabteilung, zu bewältigen. Zu den Aufgaben gehörte außerdem die Überwachung und Verwaltung der zivilen Schifffahrt auf den Binnengewässern der amerikanischen Zone.

## Organisation
An der Spitze der NAVFORGER stand der Commander, Naval Forces Germany (COMNAVFORGER), ein Marineoffizier im Dienstgrad Vice Admiral oder später Rear Admiral. Er unterstand dem Commander United States Naval Forces Europe (COMNAVEUR) dessen Bezeichnung 1946 in Commander US Naval Forces Eastern Atlantic and Mediterranean (COMNELM) und im April 1947 in Commander-in-Chief US Naval Forces Eastern Atlantic and Mediterranean (CINCNELM) geändert wurde. Im Februar 1960 wurde der Titel des Kommandos abermals geändert in Commander-in-Chief US Naval Forces Europe (CINCUSNAVEUR).
Zum Kommandobereich der NAVFORGER gehörten verschiedene Einrichtungen der U.S. Navy in der amerikanischen Besatzungszone Deutschlands, die mit Bayern, großen Teilen Hessens, Teilen Baden-Württembergs und dem amerikanischen Sektor Berlins im Wesentlichen abseits der Küste lag. Um einen Versorgungshafen zu besitzen, wurde das Land Bremen einschließlich der Stadt Bremerhaven ebenfalls der amerikanischen Zone zugeteilt.
Die United States Naval Forces Germany waren wie folgt gegliedert (Stand 1952):
- Headquarters Heidelberg
- Medical Technical Unit Heidelberg
- US Naval Advanced Base Bremerhaven
- Rhine River Patrol Schierstein b. Wiesbaden
- US Navy Member Military Mission Potsdam
- Sub Headquarters Intelligence Detachment Berlin

Neben den amerikanischen Angehörigen der Streitkräfte wurde auch deutsches Personal angeworben, das in drei so genannten Labor Service Units zusammengefasst wurde.

### Hauptquartier und Unterstützungseinrichtungen
Das Hauptquartier wurde am 3. Juli 1945 in Frankfurt am Main aufgestellt und verlegte später nach Heidelberg, wo es in den Campbell Barracks, der vormaligen Großdeutschland Kaserne, untergebracht war. Zum Hauptquartier gehörte eine Unterstützungskompanie (Headquarters Company). Außerdem war eine so genannte Medical Technical Unit kolloziert. Im Hauptquartier gab es einen deutschen Verbindungsoffizier, der offiziell als Labor Service Unit "A" bezeichnet wurde.
Außerdem unterstand der amerikanische Marinevertreter bei der Militärmission in Potsdam direkt COMNAVFORGER.

### US Naval Advanced Base Bremerhaven

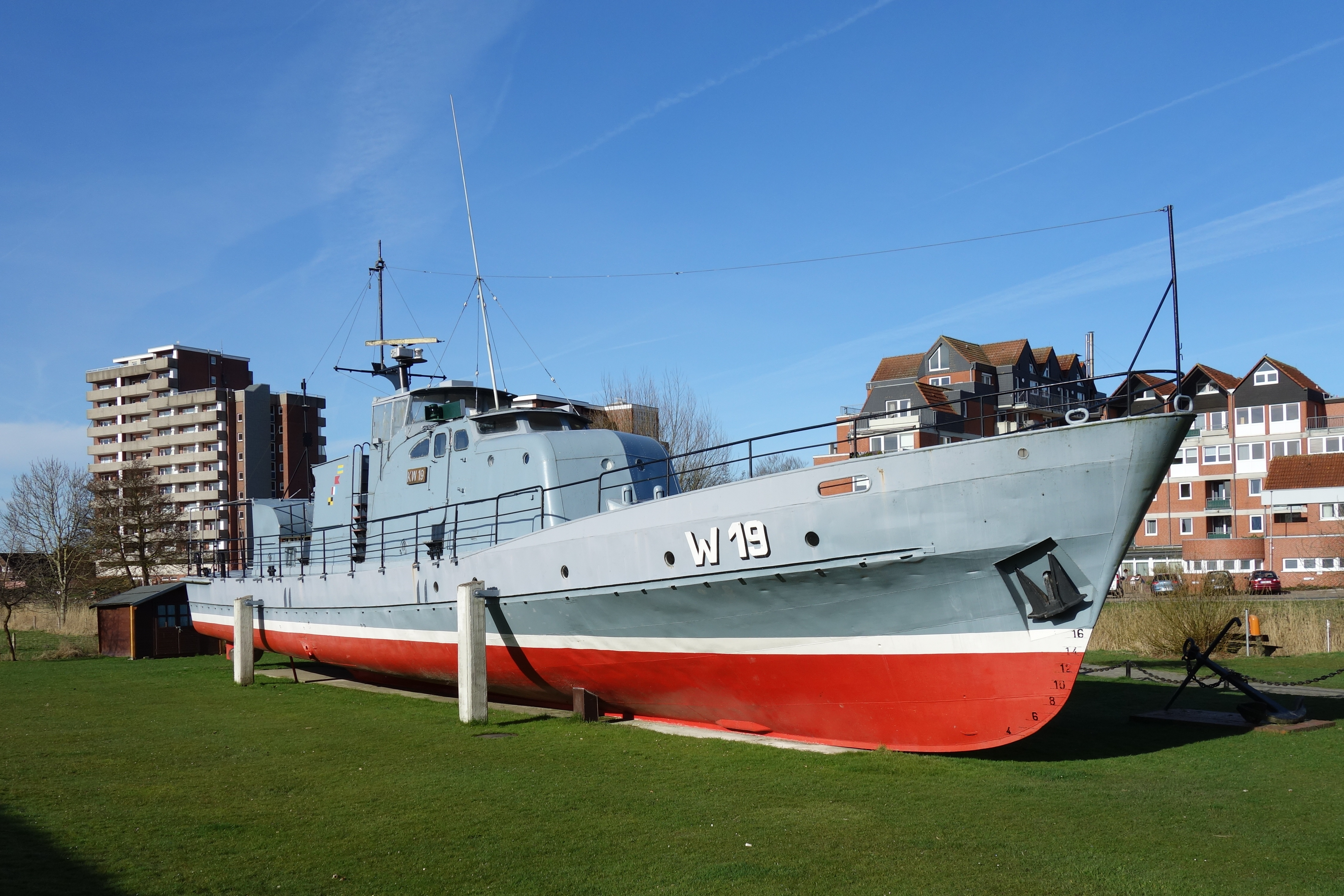
Wachboot der Weser River Patrol, heute als Museum in Horumersiel

Die US Naval Advanced Base Bremerhaven (NAB, vorgeschobener Marinestützpunkt Bremerhaven) wurde am 1. Juli 1945 eingerichtet. Die erforderlichen Aufbau- und Reparaturarbeiten an den von der Kriegsmarine übernommenen Anlagen führte die aus Baueinheiten der U.S. Navy (Seabees) bestehende Task Force 126 durch, deren erste Einheiten am 29. April 1945 in Bremen und am 14. Mai in Bremerhaven eingetroffen waren. Der Kommandeur, CTF 126, führte zusätzlich die Bezeichnung Commander U. S. Naval Ports and Bases Germany.

#### Organisation
Der NAB unterstanden folgende Einheiten:
- Marinedienstgruppe (bis 1951)
- Weser River Patrol
- Repair Unit
- Mine Sweeping Readiness Unit
  - Mine Division One
  - Mine Division Two
- Communication Unit #8[8]
- Labor Service Unit (B) (ab 1951)

#### Kommandeure der NAB
Die NAB wurde von einem Kommandeur geführt, der auch Stellvertreter des COMNAVFORGER war. Die Namen folgender Kommandeure sind überliefert:
- 1945–1950 war Captain später (Rear Admiral) Harold R. Holcomb[9].
- 1951 Captain Charles F. M. S. Quimby.[8]
- bis 1955 Captain Charles W. Moses[10]
- ab 1955 Captain John G. McClaughry[10]

### Rhine River Patrol

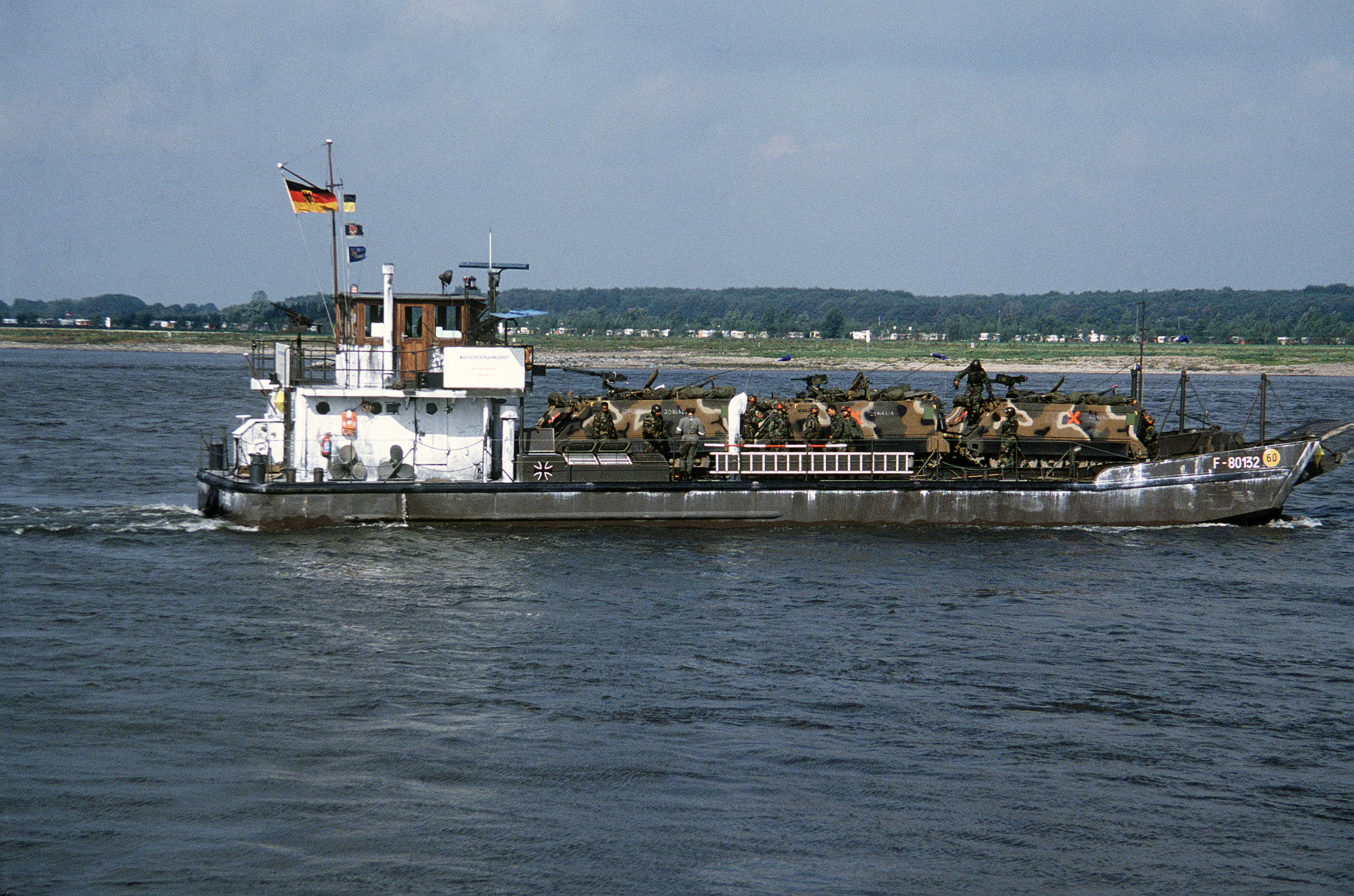
Ein Landungsboot (LCM) Typ Mannheim des Heeres, das aus Beständen der Rhine Rivel Patrol übernommen wurde

Die Rhine River Patrol hatte ihren Stützpunkt und ihr Hauptquartier in Schierstein bei Wiesbaden. Sie verrichtete Sicherungsaufgaben auf dem Rhein und war in folgende Einheiten gegliedert:
- Unit M
- Unit S
- Unit K
- Labor Service Unit "C"

### Sub Headquarters Intelligence Detachment Berlin
Zu den NAVFORGER gehörte ein Aufklärungselement, das wie folgt gegliedert war:
- Intelligence Office Frankfurt
- Intelligence Office Bremen - Bremerhaven
- Intelligence Office München
- Fliegende Einheit

## Kommandeure

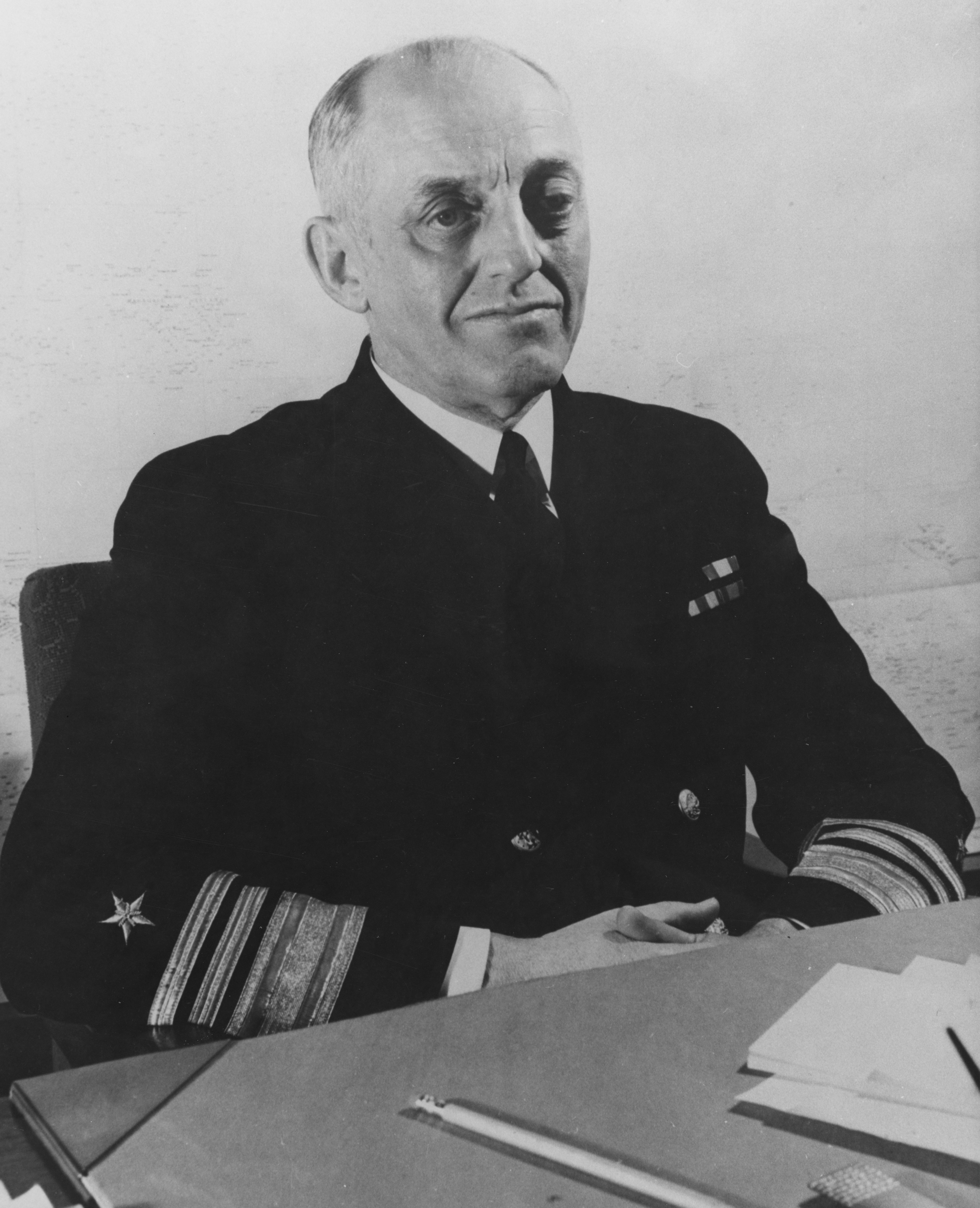
Vice Admiral Ghormley

Folgende Offiziere sind als Commander Naval Forces Germany überliefert:
- 12/1944–8/1945 VA Robert L. Ghormley
- 8/1945–2/1946 VA William A. Glassford
- 2/1946-8/1948 RA Roscoe E. Schuirmann
- 8/1948–4/1951 RA John E. Wilkes[11]
- 4/1951–6/1952 RA Carl F. Holden[2]
- 6/1952-3/1954 RA Howard E. Orem
- 3/1954–11/1955 RA Bertram Joseph Rodgers[12]
- 11/1955-7/1957 RA Walter G. Schindler

## Verweise